# 四都市信仰告白
四都市信仰告白（よんとししんこうこくはく、ラテン語: Confessio Tetrapolitana ドイツ語: Vierstädte-Bekenntnis）は、1530年にツヴィングリ派が示した、宗教改革期の改革派教会の最初の公式な信条。ストラスブール信仰告白、シュヴァーベン信仰告白とも呼ばれる。四都市とはストラスブール、コンスタンツ、リンダウ、メミンゲンを指す。

## 内容
1530年のアウクスブルク帝国議会の時期に、マルチン・ブツァーがヴォルフガング・カピトの助けを借りて書いたもので、ツヴィングリ派の神学的な統一を目標としたものだった。ツヴィングリ派は聖餐論での相違によりルター派と分裂していた。
四都市信仰告白は23章からなり、形式も内容もルター派のアウクスブルク信仰告白とかなり似通っており、節度の要素も保っている。しかし、四都市信仰告白は第一章で「聖書に明示されていないいかなる内容も教えられるべきではない」と明確に主張しており、これはルター派神学でも主要なものでありながらアウクスブルク信仰告白には明文化されていない内容である。とはいえツヴィングリも聖餐におけるキリストの実在を完全には否定しておらず、この点で完全な聖書の実践からは逸脱している。

## その後
より明確で論理的なカルヴァン主義の登場により、四都市信仰告白はこれに影響を与えたとはいえ、自身はあまり定着しなかった。四都市も結局シュマルカルデン同盟に加盟するためにルター派信条を受容した。しかし主唱者のブツァーはこの信仰告白に忠実であり続け、死の床でも暗唱し続けた。